# Lavigney
Lavigney é uma comuna francesa na região administrativa de Borgonha-Franco-Condado, no departamento de Alto Sona. Estende-se por uma área de 9,93 km². Em 2010 a comuna tinha 119 habitantes (densidade: 12 hab./km²).